# François Zimeray
François Zimeray (ur. 4 lipca 1961 w Paryżu) – francuski polityk, prawnik, dyplomata, działacz na rzecz praw człowieka, eurodeputowany w latach 1999–2004. Kawaler Legii Honorowej.

## Życiorys
Z wykształcenia prawnik, podjął praktykę adwokacką w ramach paryskiej adwokatury. W 1989 został merem Le Petit-Quevilly (najmłodszym burmistrzem miejscowości powyżej 20 tys. mieszkańców), funkcję tę pełnił do 2001, zaś przez kolejne siedem lat był pierwszym zastępcą mera. Od 1994 do 1999 zasiadał jednocześnie w radzie departamentu Seine-Maritime. Zajmował również kierownicze stanowiska we wspólnotach samorządowych i organizacjach komunalnych.
W wyborach w 1999 z ramienia Partii Socjalistycznej uzyskał mandat posła do Parlamentu Europejskiego V kadencji. Był członkiem grupy socjalistycznej, pracował m.in. w Komisji Prawnej i Rynku Wewnętrznego. W PE zasiadał do 2004.
Od końca lat 70., kiedy to założył stowarzyszenie dla uchodźców z Kambodży, zaangażowany w działania na rzecz praw człowieka. Jako europoseł brał udział w inicjatywach pokojowych w konflikcie między Izraelem a Palestyną. Opowiadał się za powołaniem komisji parlamentarnej do zbadania wykorzystania europejskiej pomocy finansowej przez władze palestyńskie, w konsekwencji nie uzyskał rekomendacji socjalistów na następną kadencję. W 2003 znalazł się wśród założycieli pozarządowej organizacji Medbridge, zajmującej się upowszechnianiem dialogu między Europą i Bliskim Wschodem. Podejmował działania także na rzecz Darfuru, jako adwokat reprezentował ofiary reżimu Czerwonych Khmerów.
W 2008 prezydent Nicolas Sarkozy mianował go ambasadorem Francji ds. praw człowieka. W 2013 powołany na ambasadora Francji w Danii, urząd ten sprawował do 2018.